# Mediterexis macho
Mediterexis macho is een vlokreeftensoort uit de familie van de Stegocephalidae. De wetenschappelijke naam van de soort is voor het eerst geldig gepubliceerd in 2004 door Berge & Vader.